# Słodka dolina
Słodka dolina (ang. Sweet Valley High) – amerykański serial młodzieżowy z lat 1994–1997, powstały na podstawie serii opowieści Bliźniaczki ze Sweet Valley High autorstwa Francine Pascal.
Jego światowa premiera odbyła się 5 września 1994 na kanale Fox. Ostatni odcinek został wyemitowany 14 października 1997 na kanale UPN. W Polsce serial nadawany był na kanale RTL 7.

## Opis fabuły
Akcja serialu toczy się wokół przygód dwóch sióstr bliźniaczek – Jessiki i Elizabeth, i ich przyjaciół, którzy razem uczęszczają do tej samej szkoły i razem przeżywają swoje wzloty i upadki.

## Obsada
- Brittany Daniel jako Jessica Wakefield
- Cynthia Daniel jako Elizabeth "Liz" Wakefield
- Ryan Bittle jako Todd Wilkins (1994-1996)
- Amy Danles jako Enid Rollins
- Michael Perl jako Winston Egbert
- Harley Rodriguez jako Manny Lopez
- Bridget Flanery jako Lila Fowler (1994-1996)
- Shirlee Elliot jako Lila Fowler #2 (1996-1998)
- Jeremy Garrett jako Todd Wilkins #2 (1996-1998)
- Manley Pope jako Devon Whitelaw (1997-1998)
- Brock Burnett jako Bruce Patman (1994-1995)
- Christopher Jackson jako Bruce Patman #2 (1995-1996)
- John Jocelyn jako Reginald "Shred" Patman (1996-1997)
- Andrea Savage jako Renata Vargas (1997-1998)
- Tyffany Hayes jako Cheryl Thomas (1995-1998)
- Amarilis jako Patty Gilbert (1994-1995)